# Grup de Sant Narcís
El Grup de Sant Narcís és el barri de Girona que va ser construït per respondre a la manca d'habitatges que hi havia a la ciutat als anys 40 i 50. Es troba separat del centre de la ciutat per les vies del tren, a les terres, majoritàriament agrícoles, conegudes pel nom del Pla de Girona.

## Naixement
Durant la Guerra Civil espanyola es van destruir un gran nombre d'habitatges i els habitants no tenia diners per invertir degut a la crisi econòmica de la postguerra. A més, el 1940 hi va haver un seguit d'inundacions que van causar la destrucció de cases i barris. Per a aquest motiu, l'Estat es va veure obligat a intervenir com a promotor d'habitatges i va crear organismes públics com l'Instituto Nacional de la Vivienda i l'Obra Sindical del Hogar.
D'altra banda, els agricultors que vivien als afores, es va traslladar a la ciutat per buscar una feina que els proporcionés més diners, cosa que no obtenien amb terres rurals. Això va suposar unes onades d'immigració que necessitaven un habitatge a preu moderat.
Per poder dur a terme aquesta construcció d'habitatges de baix cost, el Ministeri de la Governació va decretar, en el Butlletí Oficial de l'Estat de l'1 de novembre de 1940, que oferirien crèdits als ajuntaments de Barcelona, Girona i Tarragona per poder solucionar la manca d'habitatges.

## Creació
L'octubre de 1942, es va fer un avantprojecte que preveia ocupar 251.436 m2, on hi hauria 507 habitatges, església i centre parroquial, “hogar del productor”, col·legi, camp d'esports, clínica-sanatori i un viaducte o pas elevat per travessar les vies del ferrocarril de Madrid-França i Sant Feliu de Guíxols.
El projecte definitiu, de l'any 1947, reduïa la superfície a 142.486 m2, és a dir, a la meitat, i tot i que augmenta en cinc el nombre d'habitatges, exclou el camp d'esports i la clínica-sanatori però inclou el Centre de Formació Professional. Respecte al viaducte, tampoc s'arriba a construir, per tant, el barri només disposa d'una única via principal d'accés, l'avinguda de Sant Narcís, que implica que Sant Narcís prengui un caràcter de barri perifèric i marginat de Girona.

## Els habitatges
El conjunt d'edificis de Sant Narcís està format per cases de poca alçada i espais amb arbres i, tot i que l'Obre Sindical del Hogar construïa habitatges de baixa qualitat, amb dèficit d'equipaments i amb problemes de conservació, en el cas del Grup de Sant Narcís es pot trobar una construcció bastant acceptable.
Els habitatges de Sant Narcís seguia un model de tipus ciutat-jardí, que l'autor del projecte, l'arquitecte Ignasi Bosch i Reitg, defensava per l'aire rural que podia conservar aquesta zona de Girona. Les idees de la urbanització ruralitzada es difonen en el moment en què la vida a la ciutat es fa més desagradable per l'excessiu atapeïment.
Segons la política urbanística del moment, els habitatges són unifamiliars d'una o dues plantes, que alternen amb d'altres de plurifamiliars de tres o quatre plantes, disposats en una trama regular i uniforme, amb equipaments mínims. La superfície dels habitatges oscil·la entre els 101,8 m2 per les cases més benestants i 75,6 m2 pels pisos. Inicialment, per adquirir un dels habitatges, s'havia d'estar sindicat, per això el barri adquireix un caràcter de barri de funcionaris. Posteriorment s'adjudiquen els habitatges més senzills a les classes obreres.